# Ruhra
Ruhra (czyt. [ˈrura], niem. Ruhr) jest jedną z najważniejszych rzek Nadrenii Północnej-Westfalii. Jej długość to 219,3 km; jej źródło znajduje się 674 m n.p.m., jej ujście do Renu w Duisburgu - 17 m n.p.m.
Główne miasta to Duisburg, Mülheim an der Ruhr, Essen, Bochum, Hagen i Dortmund.
W Duisburgu i Mülheim an der Ruhr znajdują się porty rzeczne; położony nad ujściem rzeki do Renu port w Duisburgu jest największym portem rzecznym na świecie. W dorzeczu Ruhry znajdują się liczne elektrownie wodne, przeważnie należące do niezależnych od dużych koncernów przedsiębiorców.

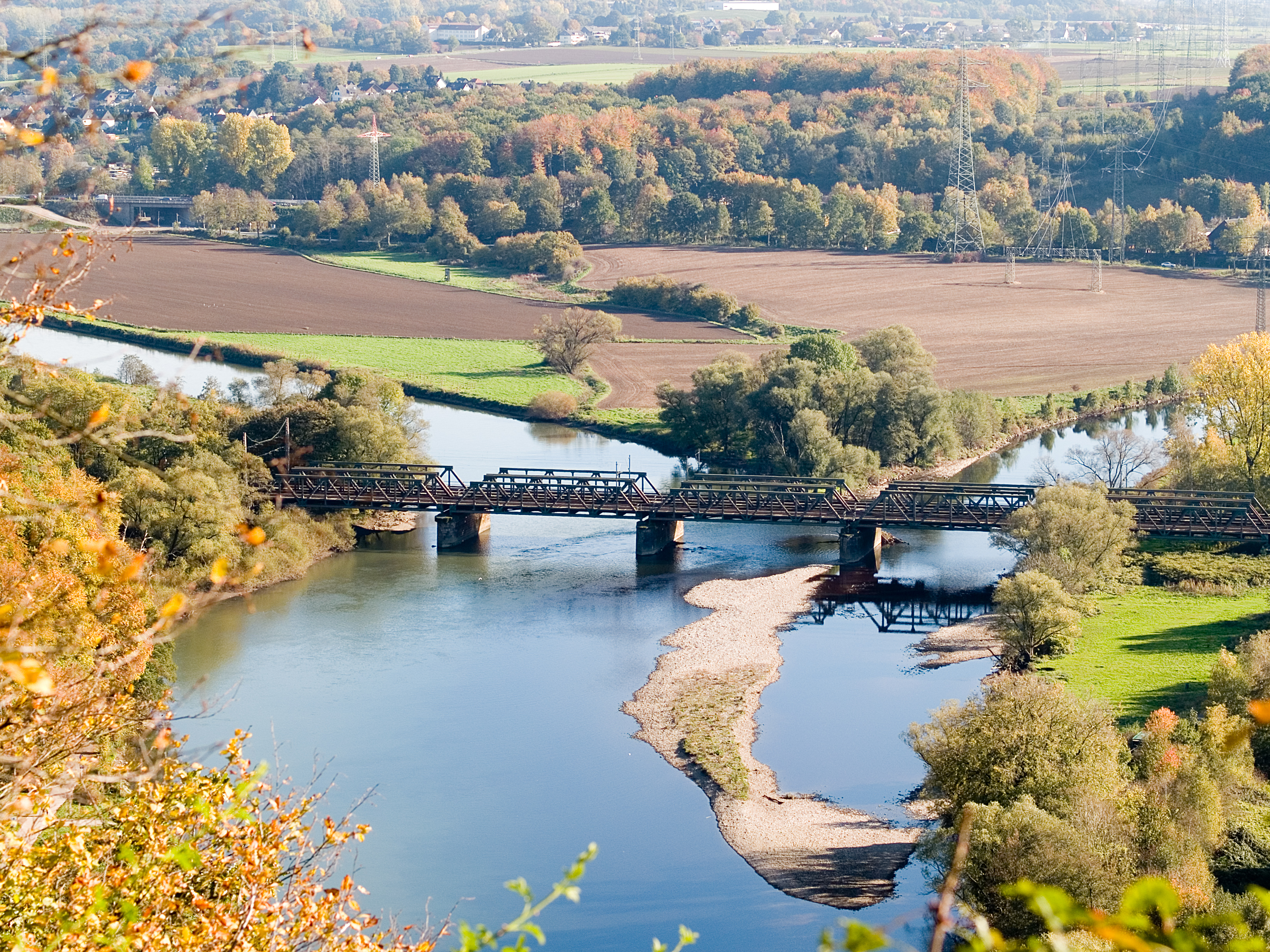
Ruhr

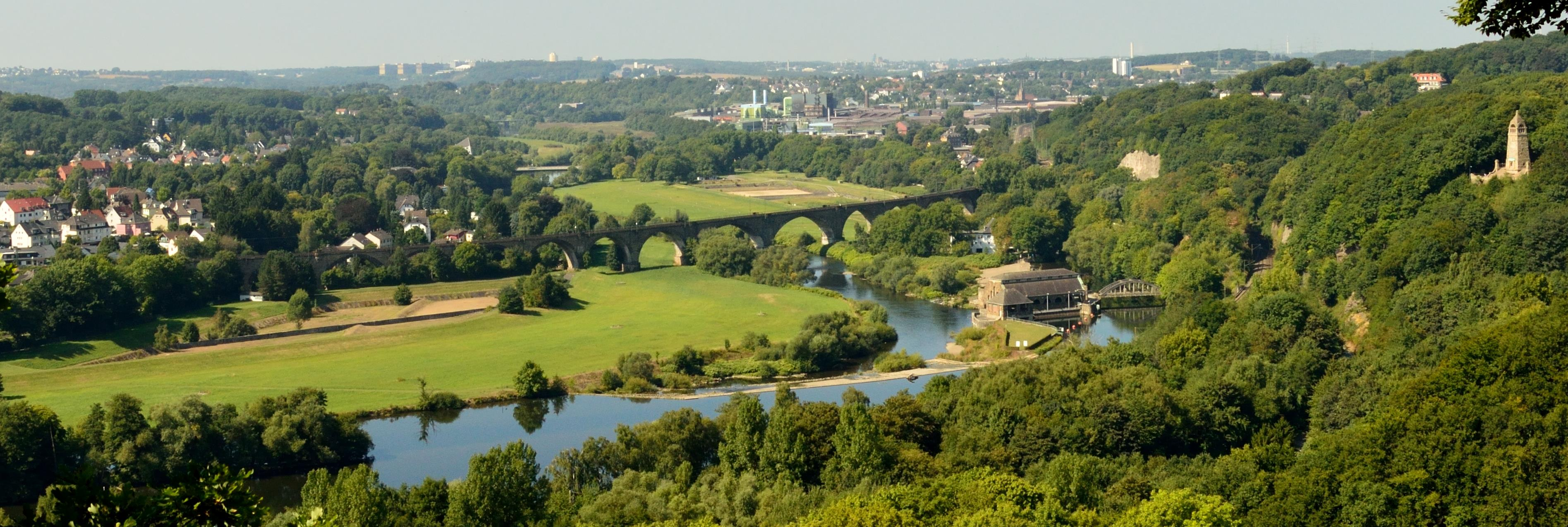
Ruhr